# 新下陆站
新下陆站，是位于黄石市下陆区新下陆街道的一个火车站，坐落于黄石市下陆区，在武九铁路大冶附属线之上。车站曾是武大铁路上的一座车站，当时车站中心里程位于铁路K108+386处，后随着大沙铁路的建成而变为武九铁路上的中间站，后武九线正线越过大冶市区，该站又成为了武九铁路大冶附属线上的一座车站，车站中心位于K5+165处。同时，也是该线与黄石东线（铁黄线）的联络站。车站于1968年开通运营，主要承担下陆钢铁厂单位以及铜大铁路的车辆交换。